# وادي العين (بلقرن)
وادي العين هو واد في سراة بلاد بلقرن من روافد وادي تبالة ويلتقي معه عند قرية دهمش شمال شرق سبت العلاية به روافد ماء طوال العام لا تنقطع وإن أصابه الجفاف، وتنتشر به الغابات، وله فروع ترفده هي وادي مخلد الذي يسيل من جبال عرعرة، ووادي الملعب الذي يرفده عند جبل عبيد، ووادي النقبة، ووادي السهلة الذي يسيل من جبال النفيل ومن هضاب عرعرة ومن وطايا الكافر.